# Elettroscopio

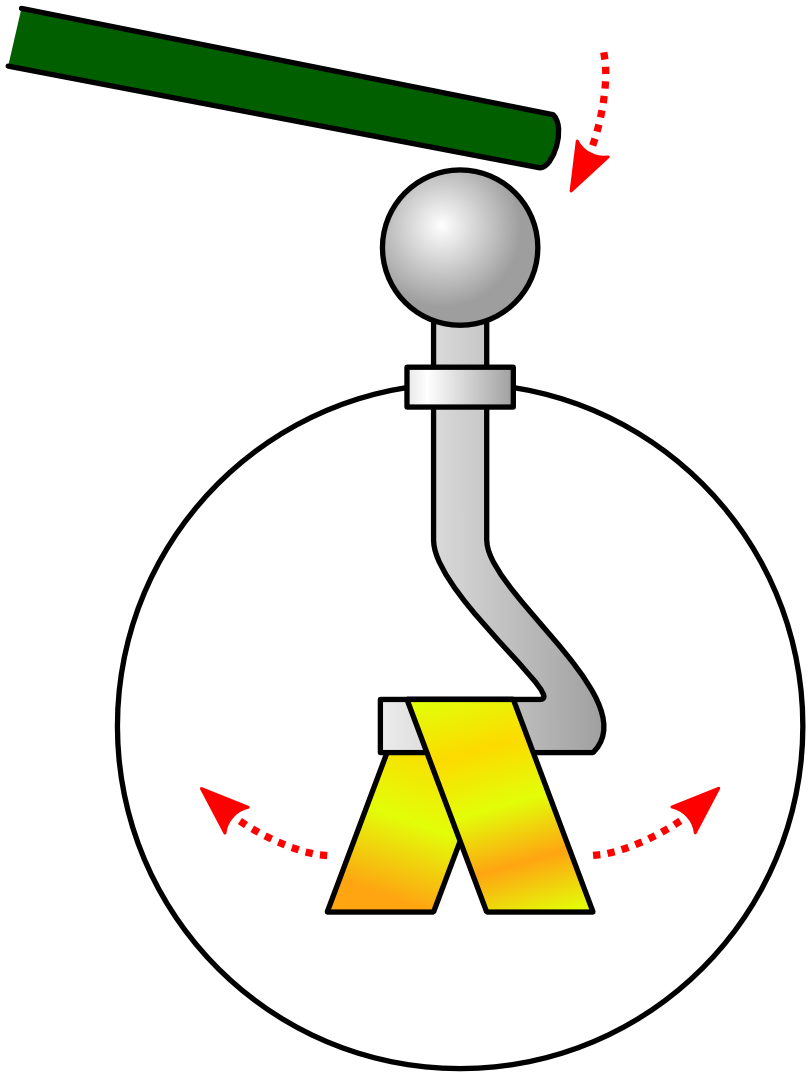
Elettroscopio a foglie d'oro

L'elettroscopio è un apparecchio che permette di stabilire se un corpo è carico elettricamente. A differenza dell'elettrometro, non può quantificare la carica elettrica. Si tratta quindi di un rilevatore di carica.
L'elettroscopio a foglie d'oro fu inventato da Abraham Bennet nel 1786. Invece, l'elettroscopio condensatore fu messo a punto da Alessandro Volta (anche se in realtà è stato recentemente riconosciuto il diritto d'invenzione a Tiberio Cavallo) verso il 1780.

## Funzionamento
L'elettroscopio è costituito da un pomello conduttore collegato a due sottili lamine metalliche chiamate "foglioline" (solitamente d'oro) che sono racchiuse in un recipiente di vetro per isolarle. Avvicinando al pomello metallico un corpo caricato elettricamente, ad esempio una bacchetta di plastica strofinata con un panno di lana, si vedranno le due lamine divergere. La vicinanza del corpo elettricamente carico produce un fenomeno fisico detto induzione elettrostatica. Le due lamine diventeranno pertanto cariche dello stesso segno e si respingeranno. Allontanando il corpo carico, detto anche corpo induttore, le due lamine tornano ad avvicinarsi. Questo fenomeno può essere ripetuto nel tempo e se si tocca con il dito il pomello le foglioline rimangono cariche e restano separate, se poi si tocca nuovamente si scaricano e ritornano neutre.

## Galleria d'immagini

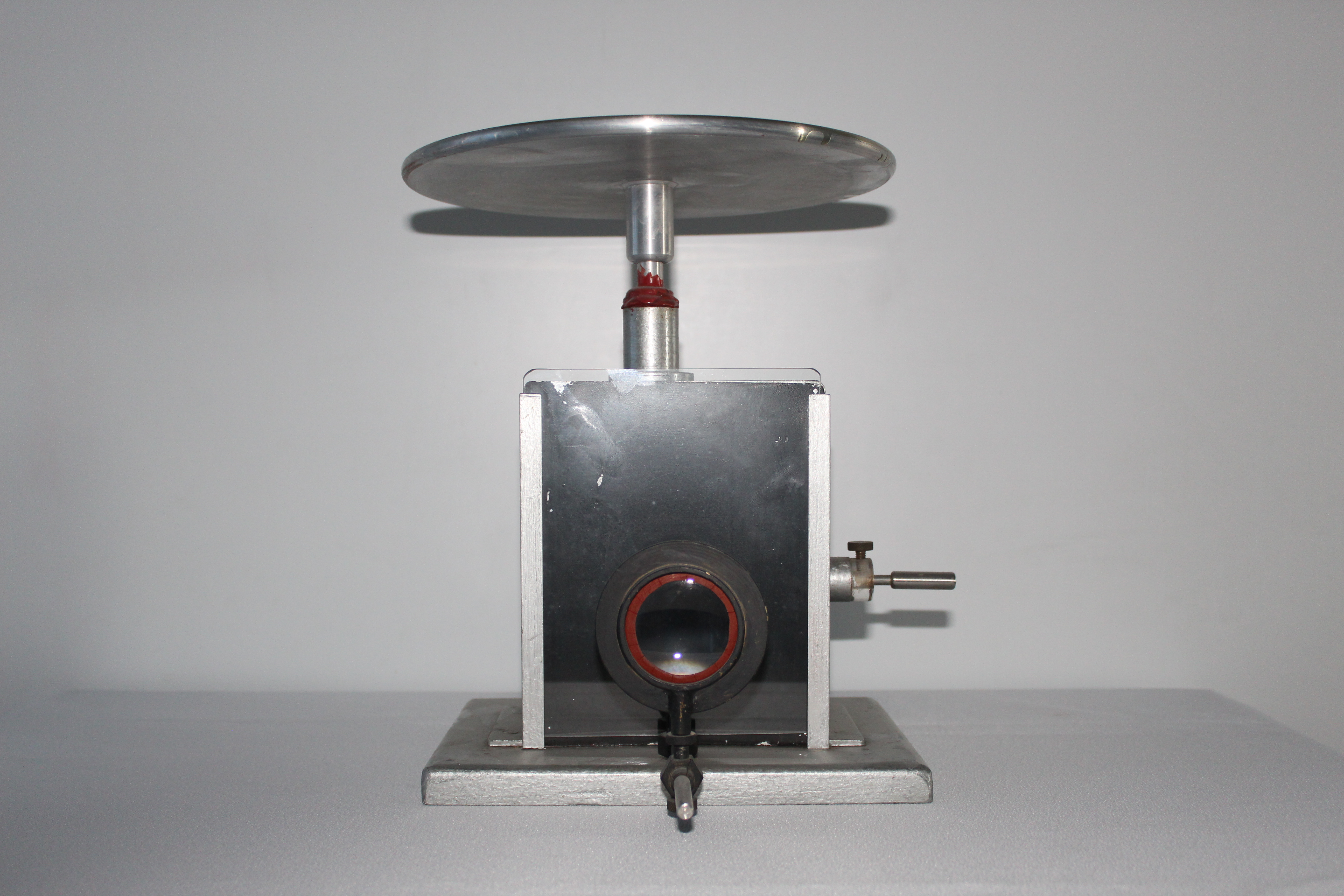
Elettroscopio
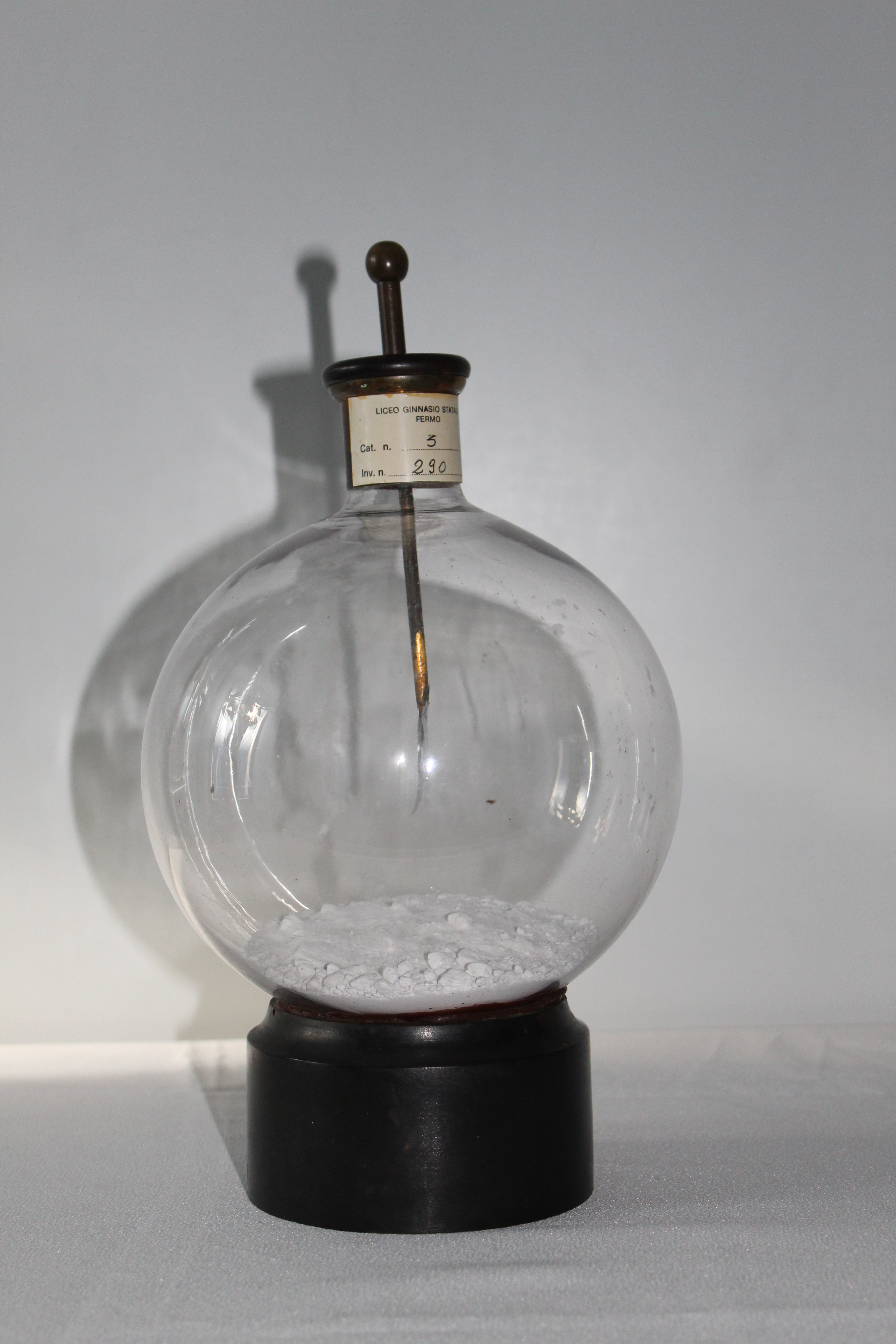
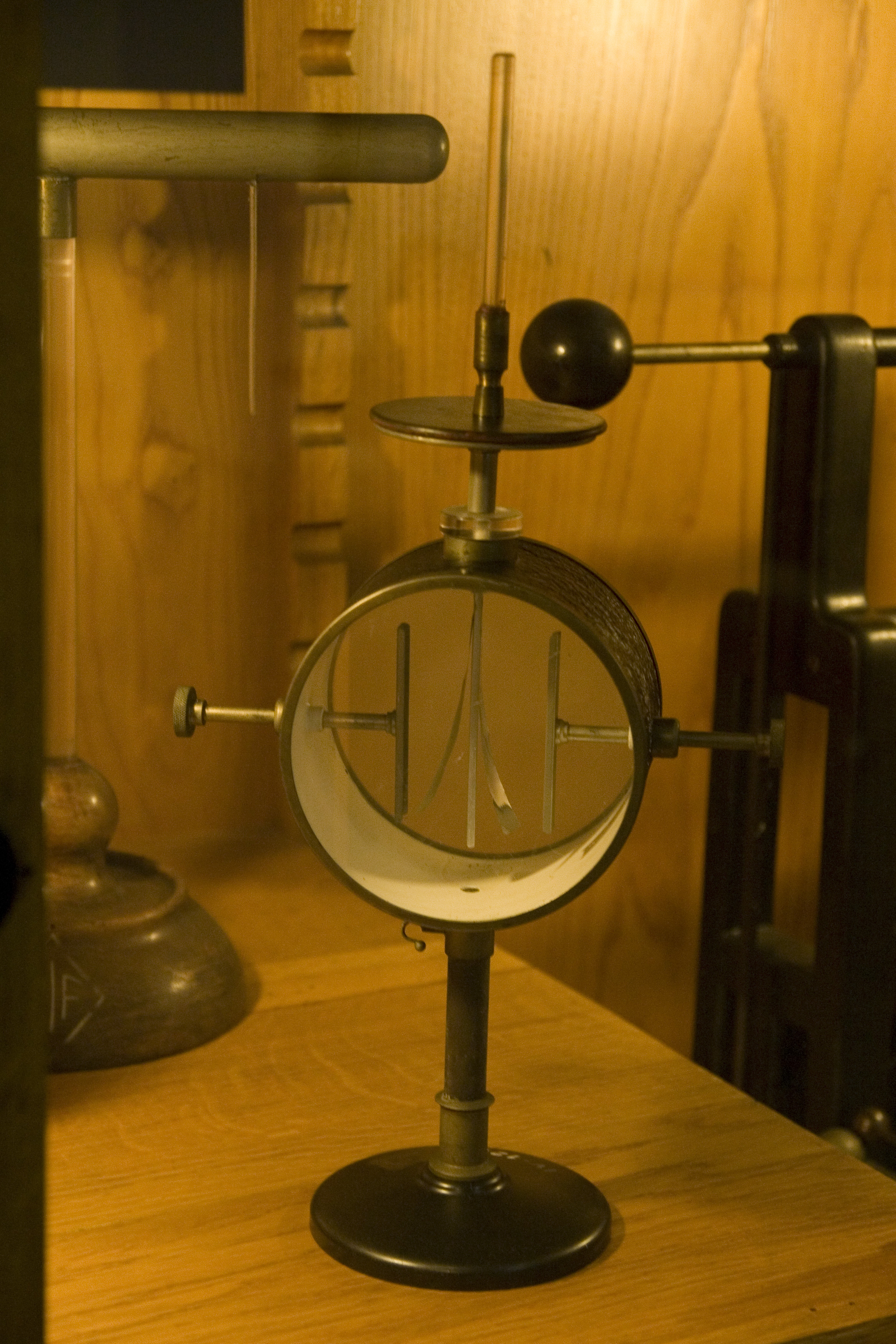